# 泳がせ捜査
泳がせ捜査（およがせそうさ）とは、違法行為を覚知してもすぐに検挙するのではなく、犯罪の全体像が判明してから検挙する捜査のこと。制御下配送とも。英語でコントロールド・デリバリー（controlled delivery）と呼ぶ。

## 概要
犯罪組織が組織的に行う犯罪の全体像を把握して検挙することを目的として行われる。一方で監視中に大きな犯罪を進行し続けており、仮に犯罪追跡に失敗した場合は結果的に犯罪組織が法律に違反して大きな利益を得ることになりうることになる問題点も存在する。それに対応するため、官憲が密かに規制物品をすり替えた上での泳がせ捜査としてクリーン・コントロールド・デリバリー（clean controlled delivery）を取ることがある。これに対する対義語として、官憲が規制物品をすり替えないままの泳がせ捜査をライブ・コントロールド・デリバリー（live controlled delivery）と呼ぶ。
日本の法律では一部の事例について泳がせ捜査について合法と明記されている。
麻薬特例法第3条・第4条では、1992年7月1日以降は入国審査官や税関長は検察官からの通報や司法警察職員の要請を受け、十分な監視体制を条件に規制薬物不法所持者の上陸許可や規制薬物の税関通過許可を認めている。
一部の法律では官憲が密かに規制物品をすり替えた上で泳がせ捜査をするクリーン・コントロールド・デリバリー（clean controlled delivery）による立件を可能とする規定になっている。なお、泳がせ捜査によって官憲が密かに規制物品をすり替えた偽物を輸入、所持、譲り渡し等をした場合は、本物の規制物質を輸入、所持、譲渡等をした場合と比較すると最高刑が低く規定されている。麻薬特例法第8条では、1992年7月1日以降は薬物犯罪を犯す意思をもって、規制薬物として交付された物品等（すり替えによる偽物）を輸入、所持、譲渡等をすることに刑事罰を規定している。銃刀法第31条の17では、1995年6月12日以降は銃刀法違反を犯す意思をもって拳銃や拳銃実包や拳銃部品として交付された物品等（すり替えによる偽物）を輸入、所持、譲渡等をすることに刑事罰を規定している。
なお、薬機法（旧薬事法）で規制されている指定薬物（いわゆる脱法ドラッグ）の輸入等に関して、官憲が密かに規制物品をすり替えた上で泳がせ捜査をするクリーン・コントロールド・デリバリー（clean controlled delivery）による立件を可能とする規定は設けられていない。

## 一覧
| 規制物品            | 行為           | 本物                                                                                  | すり替えによる偽物                          |
| ------------------- | -------------- | ------------------------------------------------------------------------------------- | ------------------------------------------- |
| 拳銃等              | 営利目的輸入   | 無期若しくは5年以上の有期懲役 又は無期若しくは5年以上の有期懲役及び3000万円以下の罰金 | 3年以下の懲役 又は50万円以下の罰金          |
| 拳銃等              | 輸入           | 3年以上の有期懲役                                                                     | 3年以下の懲役 又は50万円以下の罰金          |
| 拳銃等              | 加重所持       | 3年以上の有期懲役                                                                     | 2年以下の懲役 又は30万円以下の罰金          |
| 拳銃等              | 複数所持       | 1年以上15年以下の懲役                                                                 |                                             |
| 拳銃等              | 所持           | 1年以上10年以下の懲役                                                                 |                                             |
| 拳銃等              | 営利目的譲渡等 | 3年以上の有期懲役 又は3年以上の有期懲役及び1000万円以下の罰金                         | 2年以下の懲役 又は30万円以下の罰金          |
| 拳銃等              | 譲渡等         | 1年以上10年以下の懲役                                                                 | 2年以下の懲役 又は30万円以下の罰金          |
| 拳銃実包            | 営利目的輸入   | 10年以下の懲役 又は10年以下の懲役及び500万円以下の罰金                                | 2年以下の懲役 又は30万円以下の罰金          |
| 拳銃実包            | 輸入           | 7年以下の懲役 又は300万円以下の罰金                                                   | 2年以下の懲役 又は30万円以下の罰金          |
| 拳銃実包            | 所持           | 5年以下の懲役 又は200万円以下の罰金                                                   | 1年以下の懲役 又は30万円以下の罰金          |
| 拳銃実包            | 営利目的譲渡等 | 7年以下の懲役 又は7年以下の懲役及び300万円以下の罰金                                  | 1年以下の懲役 又は30万円以下の罰金          |
| 拳銃実包            | 譲渡等         | 5年以下の懲役 又は200万円以下の罰金                                                   | 1年以下の懲役 又は30万円以下の罰金          |
| 拳銃部品            | 輸入           | 5年以下の懲役 又は100万円以下の罰金                                                   | 1年以下の懲役 又は30万円以下の罰金          |
| 拳銃部品            | 所持           | 3年以下の懲役 又は50万円以下の罰金                                                    | 6月以下の懲役 又は20万円以下の罰金          |
| 拳銃部品            | 譲渡等         | 3年以下の懲役 又は50万円以下の罰金                                                    | 6月以下の懲役 又は20万円以下の罰金          |
| ヘロイン            | 業としての輸入 | 無期又は5年以上の懲役及び1000万円以下の罰金                                           | 無期又は5年以上の懲役及び1000万円以下の罰金 |
| ヘロイン            | 営利目的輸入   | 1年以上の有期懲役及び500万円以下の罰金                                                | 3年以下の懲役又は50万円以下の罰金           |
| ヘロイン            | 輸入           | 1年以上の有期懲役                                                                     | 3年以下の懲役又は50万円以下の罰金           |
| ヘロイン            | 営利目的所持等 | 1年以上の有期懲役及び500万円以下の罰金                                                | 2年以下の懲役又は30万円以下の罰金           |
| ヘロイン            | 所持等         | 10年以下の懲役                                                                        | 2年以下の懲役又は30万円以下の罰金           |
| ヘロイン以外 の麻薬 | 業としての輸入 | 無期又は5年以上の懲役及び1000万円以下の罰金                                           | 無期又は5年以上の懲役及び1000万円以下の罰金 |
| ヘロイン以外 の麻薬 | 営利目的輸入   | 1年以上の有期懲役及び500万円以下の罰金                                                | 3年以下の懲役又は50万円以下の罰金           |
| ヘロイン以外 の麻薬 | 輸入           | 1年以上10年以下の懲役有期懲役                                                         | 3年以下の懲役又は50万円以下の罰金           |
| ヘロイン以外 の麻薬 | 営利目的所持等 | 1年以上10年以下の懲役及び300万円以下の罰金                                            | 2年以下の懲役又は30万円以下の罰金           |
| ヘロイン以外 の麻薬 | 所持等         | 7年以下の懲役                                                                         | 2年以下の懲役又は30万円以下の罰金           |
| 向精神薬            | 業としての輸入 | 無期又は5年以上の懲役及び1000万円以下の罰金                                           | 無期又は5年以上の懲役及び1000万円以下の罰金 |
| 向精神薬            | 営利目的輸入   | 7年以下の懲役及び200万円以下の罰金                                                    | 3年以下の懲役又は50万円以下の罰金           |
| 向精神薬            | 輸入           | 5年以下の懲役                                                                         | 3年以下の懲役又は50万円以下の罰金           |
| 向精神薬            | 営利目的所持等 | 5年以下の懲役及び100万円以下の罰金                                                    | 2年以下の懲役又は30万円以下の罰金           |
| 向精神薬            | 所持等         | 3年以下の懲役                                                                         | 2年以下の懲役又は30万円以下の罰金           |
| 大麻                | 業としての輸入 | 無期又は5年以上の懲役及び1000万円以下の罰金                                           | 無期又は5年以上の懲役及び1000万円以下の罰金 |
| 大麻                | 営利目的輸入   | 10年以下の懲役及び300万円以下の罰金                                                   | 3年以下の懲役又は50万円以下の罰金           |
| 大麻                | 輸入           | 7年以下の懲役                                                                         | 3年以下の懲役又は50万円以下の罰金           |
| 大麻                | 営利目的所持等 | 7年以下の懲役及び200万円以下の罰金                                                    | 2年以下の懲役又は30万円以下の罰金           |
| 大麻                | 所持等         | 5年以下の懲役                                                                         | 2年以下の懲役又は30万円以下の罰金           |
| あへん や けしがら  | 業としての輸入 | 無期又は5年以上の懲役及び1000万円以下の罰金                                           | 無期又は5年以上の懲役及び1000万円以下の罰金 |
| あへん や けしがら  | 営利目的輸入   | 1年以上の有期懲役及び500万円以下の罰金                                                | 3年以下の懲役又は50万円以下の罰金           |
| あへん や けしがら  | 輸入           | 1年以上10年以下の懲役                                                                 | 3年以下の懲役又は50万円以下の罰金           |
| あへん や けしがら  | 営利目的所持等 | 1年以上10年以下の懲役及び300万円以下の罰金                                            | 2年以下の懲役又は30万円以下の罰金           |
| あへん や けしがら  | 所持等         | 7年以下の懲役                                                                         | 2年以下の懲役又は30万円以下の罰金           |
| 覚醒剤              | 業としての輸入 | 無期又は5年以上の懲役及び1000万円以下の罰金                                           | 無期又は5年以上の懲役及び1000万円以下の罰金 |
| 覚醒剤              | 営利目的輸入   | 無期若しくは3年以上の懲役及び1000万円以下の罰金                                       | 3年以下の懲役又は50万円以下の罰金           |
| 覚醒剤              | 輸入           | 1年以上の有期懲役                                                                     | 3年以下の懲役又は50万円以下の罰金           |
| 覚醒剤              | 営利目的所持等 | 1年以上の有期懲役及び500万円以下の罰金                                                | 2年以下の懲役又は30万円以下の罰金           |
| 覚醒剤              | 所持等         | 10年以下の懲役                                                                        | 2年以下の懲役又は30万円以下の罰金           |